# Primera División (Uruguay) 1944
Die Saison 1944 der Primera División war die 41. Spielzeit (die 13. der professionellen Ära) der höchsten uruguayischen Spielklasse im Fußball der Männer, der Primera División.
Die Primera División bestand in der Meisterschaftssaison des Jahres 1944 aus zehn Vereinen, deren Mannschaften in den insgesamt 90 Meisterschaftsspielen jeweils zweimal aufeinandertrafen. Es fanden 18 Spieltage statt. Die Meisterschaft gewann Peñarol Montevideo. Die „Aurinegros“ setzten sich in den beiden Meisterschaftsfinalspielen gegen Nacional Montevideo durch, nachdem sich die beiden Vereine in der Jahresabschlusstabelle punktgleich die Tabellenführung hatten teilen müssen. Als Tabellenletzter stieg Racing aus der Primera División in die Segunda División ab. Torschützenkönig wurde mit 21 Treffern Atilio García.

## Jahrestabelle
| Pl. | Verein                    | Sp. | S  | U | N  | Tore    | Diff. | Punkte |
| --- | ------------------------- | --- | -- | - | -- | ------- | ----- | ------ |
| 1.  | Nacional Montevideo (M)   | 18  | 12 | 3 | 3  | 048:210 | +27   | 27     |
| 1.  | Peñarol Montevideo        | 18  | 12 | 3 | 3  | 041:210 | +20   | 27     |
| 3.  | Club Atlético Defensor    | 18  | 10 | 5 | 3  | 043:270 | +16   | 25     |
| 4.  | Montevideo Wanderers      | 18  | 7  | 5 | 6  | 032:310 | +1    | 19     |
| 5.  | Central                   | 18  | 7  | 3 | 8  | 035:340 | +1    | 17     |
| 6.  | Sud América               | 18  | 5  | 4 | 9  | 024:370 | −13   | 14     |
| 7.  | Liverpool FC              | 18  | 5  | 3 | 10 | 022:300 | −8    | 13     |
| 8.  | River Plate (N)           | 18  | 6  | 1 | 11 | 029:430 | −14   | 13     |
| 9.  | Club Sportivo Miramar     | 18  | 4  | 5 | 9  | 023:370 | −14   | 13     |
| 10. | Racing Club de Montevideo | 18  | 5  | 2 | 11 | 027:430 | −16   | 12     |

| (M) | Meister der vorangegangenen Saison  |
| (N) | Aufsteiger aus der Segunda División |

## Meisterschaftsfinalspiele

### 1. Spiel
| Nacional Montevideo                                           | Nacional Montevideo | Peñarol Montevideo | Peñarol Montevideo |
| ------------------------------------------------------------- | --- | --- | ------------------ |
| Nacional Montevideo                                           | \| 10. Dezember 1944 in Montevideo, Uruguay (Estadio Centenario) \| \| Ergebnis: 0:0 n. V.* \| \| Zuschauer: 55.000 \| \| Schiedsrichter: Manuel Domínguez, A. Mancebo, C. Martín \|                          | \| 10. Dezember 1944 in Montevideo, Uruguay (Estadio Centenario) \| \| Ergebnis: 0:0 n. V.* \| \| Zuschauer: 55.000 \| \| Schiedsrichter: Manuel Domínguez, A. Mancebo, C. Martín \|                 | Peñarol Montevideo |
| Nacional Montevideo                                           | Aníbal Paz – Raúl Pini, Secundino Arrascaeta – General Viana, Rodolfo Pini, Schubert Gambetta – Luis Ernesto Castro, Aníbal Ciocca, Atilio García, Roberto Porta, Bibiano Zapirain Cheftrainer: Héctor Castro | Roque Máspoli – Agustín Prado, Sixto Possamai – José Pedro Colturi, Obdulio Varela, Luis Prais – José María Ortiz, Domingo Gelpi, Elmo Bovio, Lorenzo Pino, Ernesto Vidal Cheftrainer: Aníbal Tejada | Peñarol Montevideo |
| 10. Dezember 1944 in Montevideo, Uruguay (Estadio Centenario) | | |                    |
| Ergebnis: 0:0 n. V.*                                          | | |                    |
| Zuschauer: 55.000                                             | | |                    |
| Schiedsrichter: Manuel Domínguez, A. Mancebo, C. Martín       | | |                    |

| * | nach 60 minütiger Verlängerung |

### 2. Spiel
| Peñarol Montevideo                                            | Peñarol Montevideo | Nacional Montevideo | Nacional Montevideo |
| ------------------------------------------------------------- | --- | --- | ------------------- |
| Peñarol Montevideo                                            | \| 17. Dezember 1944 in Montevideo, Uruguay (Estadio Centenario) \| \| Ergebnis: 3:2 \| \| Zuschauer: 45.000 \| \| Schiedsrichter: Genaro Cirilo, J. Benítez, Tecitore \|                             | \| 17. Dezember 1944 in Montevideo, Uruguay (Estadio Centenario) \| \| Ergebnis: 3:2 \| \| Zuschauer: 45.000 \| \| Schiedsrichter: Genaro Cirilo, J. Benítez, Tecitore \|                                      | Nacional Montevideo |
| Peñarol Montevideo                                            | Roque Máspoli – Agustín Prado, Gerardo Spósito – José Pedro Colturi, Obdulio Varela, Luis Prais – José María Ortiz, Domingo Gelpi, Elmo Bovio, Lorenzo Pino, Ernesto Vidal Cheftrainer: Aníbal Tejada | Aníbal Paz – Raúl Pini, Secundino Arrascaeta – General Viana, Rodolfo Pini, Schubert Gambetta – Juan Alberto Bugallo, Aníbal Ciocca, Atilio García, Roberto Porta, Bibiano Zapirain Cheftrainer: Héctor Castro | Nacional Montevideo |
| Peñarol Montevideo                                            | 1:2 Luis Prais (37.) 2:2 Obdulio Varela (59., Elfmeter) 3:2 Ernesto Vidal (68.) | 0:1 Atilio García (25.) 0:2 Atilio García (28.) | Nacional Montevideo |
| 17. Dezember 1944 in Montevideo, Uruguay (Estadio Centenario) | | |                     |
| Ergebnis: 3:2                                                 | | |                     |
| Zuschauer: 45.000                                             | | |                     |
| Schiedsrichter: Genaro Cirilo, J. Benítez, Tecitore           | | |                     |